# Campionato americano femminile di pallacanestro 2001
Il 6º Campionato americano femminile di pallacanestro FIBA (noto anche come FIBA Americas Championship for Women 2001) si svolse dal 10 al 15 settembre 2001 a São Luís, in Brasile.
I Campionati americani femminili di pallacanestro sono una manifestazione biennale tra le squadre nazionali organizzato dalla FIBA Americas. L'edizione 2001 garantiva alle prime tre classificate l'accesso diretto al Campionato mondiale femminile di pallacanestro 2002.

## Squadre partecipanti
- Argentina
- Brasile
- Canada
- Cile
- Cuba
- Messico

## Prima fase

### Gruppo A
| Squadra   | G | V | P | PF  | PS  | DP   |
| --------- | - | - | - | --- | --- | ---- |
| Brasile   | 2 | 2 | 0 | 202 | 102 | +100 |
| Argentina | 2 | 1 | 1 | 132 | 159 | -27  |
| Messico   | 2 | 0 | 2 | 139 | 212 | -73  |

### Risultati
| São Luís 10 settembre 2001, ore 15:00 | Brasile | 119 – 63 | Cile |  |

| São Luís 11 settembre 2001, ore 15:00 | Argentina | 93 – 76 (16-20, 44-44, 64-58) | Messico |  |

| São Luís 12 settembre 2001, ore 15:00 | Brasile | 83 – 39 (22-12, 36-19, 55-32) | Argentina |  |

### Gruppo B
| Squadra | G | V | P | PF  | PS  | DP   |
| ------- | - | - | - | --- | --- | ---- |
| Cuba    | 2 | 2 | 0 | 170 | 96  | +74  |
| Canada  | 2 | 1 | 1 | 142 | 111 | +31  |
| Cile    | 2 | 0 | 2 | 74  | 179 | -105 |

### Risultati
| São Luís 10 settembre 2001, ore 13:00 | Cuba | 100 – 33 | Cile |  |

| São Luís 11 settembre 2001, ore 13:00 | Canada | 79 – 41 (23-4, 48-13, 69-34) | Cile |  |

| São Luís 12 settembre 2001, ore 13:00 | Cuba | 70 – 63 (d.1t.s.) (19-24, 32-39, 47-51, 58-58) | Canada |  |

## Girone finale
Venivano conteggiati i risultati della prima fase tra le qualificate
| Squadra   | G | V | P | PF  | PS  | DP  |
| --------- | - | - | - | --- | --- | --- |
| Cuba      | 3 | 3 | 0 | 219 | 198 | +21 |
| Brasile   | 3 | 2 | 1 | 230 | 176 | +54 |
| Argentina | 3 | 1 | 2 | 147 | 203 | -56 |
| Canada    | 3 | 0 | 3 | 171 | 190 | -19 |

### Risultati
| São Luís 13 settembre 2001, ore 15:00 | Cuba | 70 – 57 (12-20, 29-33, 49-46) | Argentina |  |

| São Luís 13 settembre 2001, ore 17:00 | Brasile | 69 – 58 (19-17, 31-35, 55-49) | Canada |  |

| São Luís 14 settembre 2001, ore 15:00 | Argentina | 51 – 50 (9-8, 22-27, 34-40) | Canada |  |

| São Luís 14 settembre 2001, ore 17:00 | Cuba | 79 – 78 (15-24, 37-40, 57-59) | Brasile |  |

## Finali
- 5º - 6º posto

| São Luís 13 settembre 2001, ore 13:00 | Cile | 61 – 55 (10-9, 30-21, 39-38) | Messico |  |

- 1º - 2º posto

| São Luís 15 settembre 2001 | Brasile | 88 – 83 | Cuba |  |

## Classifica finale
| Campione d'America | Campione d'America | Campione d'America |
| --- | ------------------ | --- |
| Brasile4 Claudinha, 5 Helen, 6 Adriana, 7 Vivian, 8 Iziane, 9 Geisa, 10 Micaela, 11 Mamá, 12 Silvinha, 13 Érika, 14 Cíntia Tuiú, 15 Kelly, All. Antônio Barbosa |                    | |
| Argento | Cuba               | Cuba4 Boulet, 5 Suero, 6 Plutín, 7 García, 8 Soria, 9 Águila, 10 León, 11 Martínez, 12 Duany, 13 Atíes, 14 Hechavarría, 15 Enríquez, All. José Ramírez                 |
| Bronzo | Argentina          | Argentina4 Nicolini, 5 Pires, 6 Ríos, 7 Ferazzoli, 8 Mendoza, 9 Garbino, 10 Galé, 11 Paoletta, 12 Luchessi, 13 Vega, 14 Sánchez, 15 Palacios, All. Eduardo Pinto       |
| 4. | Canada             | Canada4 Hendry, 5 Bouchard, 6 Smith, 7 Grenier, 8 Shewchuk, 9 Gabriele, 10 Dales, 11 Norman, 12 Ganes, 13 Johnson, 14 de Ciman, 15 Sutton-Brown, All. Bev Smith        |
| 5. | Cile               | Cile4 Castañeda, 5 Rahmer, 6 Scheel, 7 Gómez, 8 Aguilar, 9 García, 10 Aragonese, 11 Naranjo, 12 Villena, 13 Guerrero, 14 González, 15 López, All. Roberto Carlos Yañez |
| 6. | Messico            | Messico4 Price, 5 Ramos, 6 Tovar, 7 García, 8 Rosales, 9 Gómez, 10 Salcedo, 11 Molina, 12 Hernández, 13 Arroyos, 14 Flores, 15 Arguello, All. Silvia Gutiérrez         |